# Puntigrus
Puntigrus  (лат.) — род пресноводных рыб семейства карповых. Эндемики юго-восточной Азии.

## Классификация
В состав рода включают пять видов:
- Puntigrus anchisporus (Vaillant, 1902)
- Puntigrus navjotsodhii (H. H. Tan, 2012)[2]
- Puntigrus partipentazona (Fowler, 1934)
- Puntigrus pulcher (Rendahl (de), 1922)
- Puntigrus tetrazona (Bleeker, 1855) — Суматранский барбус